# رول‌اسکیت کواد

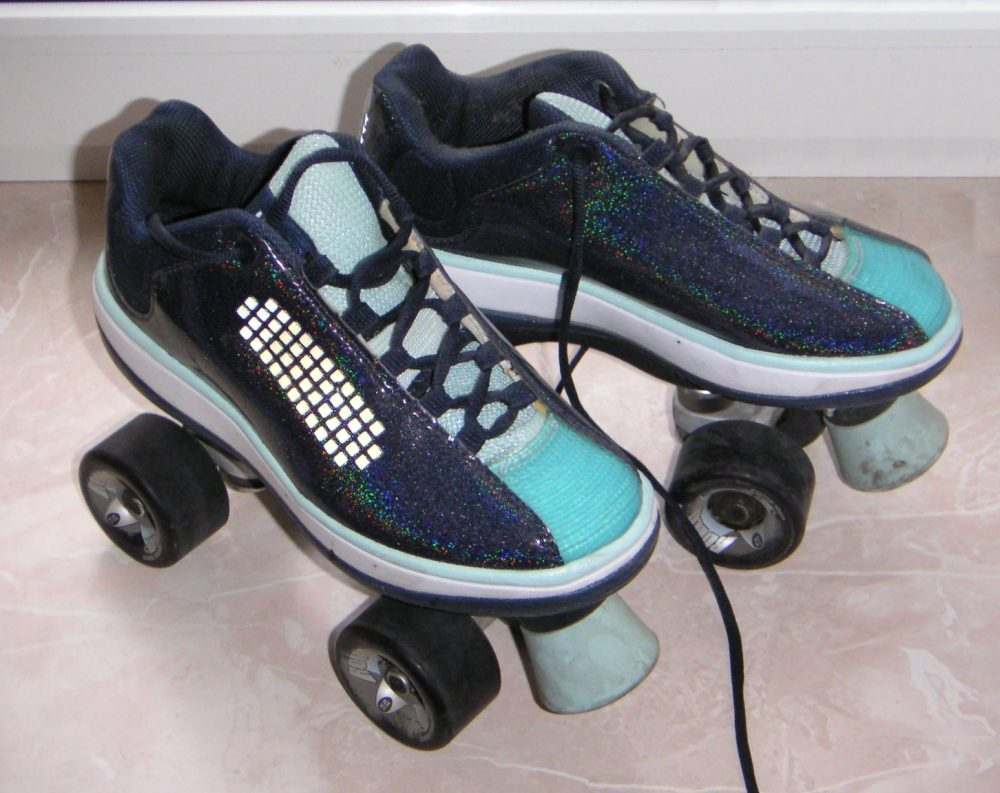

رول‌اسکیت کواد یا پالیزه کواد گونه ای از وسیله رول‌اسکیت است که چهار چرخ آن به صورت مجزا در دوطرف آن به طور جفتی قرارگرفته‌اند. این وسیله برای نخستین بار در سال ۱۸۶۳ در نیویورک به وسیله مخترعی به نام جیمز لئونارد پلیمپتون ساخته‌شد. یک نمونه کواد